# Volo Yeti Airlines 691
Il volo Yeti Airlines 691 era un volo interno della compagnia nepalese Yeti Airlines dall'aeroporto Internazionale di Tribhuvan, Kathmandu, all'aeroporto Internazionale di Pokhara, in Nepal. Il 15 gennaio 2023 l'ATR 72-500 che stava operando il volo si schiantò in fase di atterraggio a Pokhara, sulle sponde del fiume Seti Gandaki. A bordo c'erano 68 passeggeri e 4 membri dell'equipaggio. L'incidente causò la morte di tutte le 72 persone a bordo, risultando il peggior incidente aereo avvenuto in Nepal dal 1992 e il peggiore in cui è coinvolto un ATR 72.

## L'aereo
Il velivolo coinvolto era un ATR 72-500, con numero seriale 754 e registrazione 9N-ANC, entrato in servizio nel 2007 con la Kingfisher Airlines. Nel 2013 è stato acquisito dalla Nok Air prima di essere consegnato alla Yeti Airlines nel 2019.

## Passeggeri ed equipaggio
A bordo dell'aereo c'erano 68 passeggeri (di cui 2 neonati) e 4 membri dell'equipaggio nepalesi. Il volo era pilotato dall'esperto comandante Kamal KC e dal primo ufficiale Anju Khativada, che sarebbe stata promossa a comandante a seguito del completamento di questo volo.
Tra i passeggeri c'erano 53 nepalesi, 5 indiani, 4 russi, 2 sud-coreani, 1 argentino, 1 australiano, 1 francese e 1 irlandese.
L'incidente provocò la morte di tutte le 72 persone a bordo, risultando il più grave avvenuto in Nepal dal disastro del volo Pakistan International Airlines 268 del 1992 e il terzo della storia del paese.

## L'incidente
L'aereo decollò da Kathmandu alle 10:33 ora locale (04:47 UTC). Era diretto a Pokhara, la seconda città più grande del Nepal e popolare meta turistica del paese. In particolare, l'aeroporto di arrivo sarebbe stato l'aeroporto internazionale di Pokhara, inaugurato il 1º gennaio 2023, soltanto 14 giorni prima della tragedia, con lo scopo di sostituire gradualmente l'aeroporto domestico della città, che era situato a 3 km di distanza.
Il decollo, la salita e la fase di crociera furono normali, senza alcun tipo di problema. Quando l'equipaggio si mise in contatto con il controllo del traffico aereo di Pokhara, questi assegnò loro la pista 30; subito dopo i piloti chiesero e ottennero l'autorizzazione per atterrare sulla pista 12, opposta alla 30.
Alle 10:51 ora locale il velivolo, che si trovava ad una quota di 6500 piedi e a 5 miglia dall'aeroporto, iniziò la discesa portandosi a nord della pista come da normale procedura; in questa fase, alle 10:56 ora locale l'equipaggio iniziò a predisporre il velivolo, configurandolo con flap a 15° ed estendendo il carrello.
Mentre il velivolo stava iniziando il sentiero di discesa che lo avrebbe portato all'atterraggio, i piloti configurarono i flap a 30° e disinserirono l'autopilota. Secondo le registrazioni in cabina i piloti si accorsero che i motori non stavano erogando potenza. Poco dopo l'aereo si schiantò presso il fiume Seti Gandaki. L'ultimo segnale trasmesso dal transponder del velivolo avvenne alle 10:57, ad un'altitudine di 2 875 piedi (876 m), 175 piedi (53 m) rispetto al terreno. Gli ultimi istanti a bordo del volo vennero ripresi in un video amatoriale di un passeggero, che mostrava l'aereo inclinarsi verso sinistra prima di cadere al suolo.
Un portavoce del dipartimento dell'aviazione civile nepalese riportò che al momento dell'incidente "il meteo era sereno" e che "secondo informazioni preliminari la causa dello schianto è legata a problemi tecnici dell'aereo".

## Conseguenze
In seguito all'incidente l'aeroporto venne chiuso al traffico e le autorità iniziarono immediatamente le operazioni di ricerca e soccorso. Il governo nepalese convocò una riunione di emergenza appena appresa la notizia. Il primo ministro del Nepal, Pushpa Kamal Dahal, dichiarò come fosse "profondamente rattristato dal doloroso e tragico incidente".
In segno di lutto, Yeti Airlines cancellò tutti i voli previsti per il 16 gennaio.

## Le indagini
Il governo nepalese incaricò un team di cinque membri per investigare sull'accaduto. Anche la francese BEA (dato che il velivolo era di produzione francese) prese parte alle indagini.
Amit Singh, esperto pilota e fondatore di un'associazione legata alla sicurezza aerea in India, suggerì che il video amatoriale che riprendeva gli ultimi momenti del volo prima dello schianto mostrasse il muso dell'aereo inclinato verso l'alto, seguito dall'abbassamento improvviso dell'ala sinistra, indicando un possibile stallo. Un portavoce locale confermò che il pilota non aveva riportato alcuna anomalia durante la fase di avvicinamento all'aeroporto.
Il 16 gennaio entrambe le scatole nere dell'aeromobile vennero ritrovate in buone condizioni. Il giorno successivo le autorità iniziarono a restituire i corpi delle vittime ai familiari e i registratori di volo vennero inviati in Francia per le analisi.
L'8 febbraio, la commissione nepalese per l'investigazione sul disastro diramò un comunicato secondo il quale dall'analisi delle scatole nere nessuno dei due motori stava fornendo spinta all'aeromobile nell'ultima parte del volo a causa della posizione neutra delle pale delle eliche, cosa che avrebbe portato allo stallo della semiala sinistra.

### Rapporto preliminare
Il 13 febbraio venne pubblicato un rapporto preliminare sull'incidente che individuò un errore fatale commesso dal pilota seduto sulla destra che in quel momento stava operando come pilot monitoring, ovvero addetto al monitoraggio degli strumenti di bordo: invece di azionare gli ipersostentatori durante la fase finale di atterraggio, che si attivano spostando verso il basso la leva presente sulla consolle centrale della cabina di pilotaggio, per portarli nella posizione richiesta di 30° avrebbe per errore spinto la coppia di leve accanto che regolano il passo delle eliche, che come conseguenza si portarono in posizione neutra. Tale assetto non consente ai motori di fornire spinta all'aeromobile, situazione nella quale si sarebbe trovato l'ATR72 della Yeti Airlines, che dopo pochi secondi entrò in stallo con la semiala sinistra iniziando una rovinosa rotazione verso il suolo.
Gli investigatori giunsero a tale supposizione dopo aver scoperto che a fronte della chiamata dei piloti "flap 30" ovvero 30° di flap, richiesta dal pilota ai comandi e confermata dal copilota come da procedura, i flap rimasero nella posizione precedente mentre contestualmente diminuì la spinta delle eliche. La tesi dello stallo involontario venne supportata anche dal fatto che la cloche iniziò a vibrare non appena l'angolo d'attacco delle due semiali assunse un valore critico. Questo avviso, chiamato stick shaker e che avvisa i piloti di un assetto pericoloso del velivolo, venne registrato dalle scatole nere. I piloti a quel punto avrebbero provato a spingere la manetta dei motori, operazione tuttavia resasi vana a causa delle eliche in quella posizione. Infine, da segnalare che il pilota ai comandi era in fase di training su quel tipo di velivolo e sulle procedure dell'aeroporto locale, ed il suo istruttore era proprio il comandante sedutogli accanto che commise l'errore. La richiesta di cambio di pista d’atterraggio rispetto a quanto comunicato dalla torre (cambio che allungava il circuito finale) a fronte di un vento praticamente nullo nella zona che consentiva l’utilizzo indistinto di una delle due piste in uso, sarebbe dovuto proprio alle operazioni di addestramento in corso.

### Rapporto finale
Il 28 dicembre 2023 è stato pubblicato il rapporto finale; questo conferma le conclusioni preliminari secondo cui il cambio accidentale della posizione di entrambe le leve dei motori in posizione di messa in bandiera delle eliche ha causato la perdita di spinta, portando allo stallo aerodinamico e all'incidente. Sono stati riscontrati anche altri fattori che hanno contribuito all'incidente, soprattutto errori umani dovuti all'elevato carico di lavoro, alla mancanza di un'adeguata formazione tecnica e di competenze, all'inefficace gestione delle risorse dell'equipaggio (CRM), alla mancanza di una disciplina sterile nella cabina di pilotaggio e al mancato rispetto delle procedure operative standard (SOP).